# Сербия на Паралимпийских играх
Сербия на Паралимпийских играх впервые приняла участие в 2008 году на летних Играх в Пекине, и с тех пор принимает участие на всех летних Играх. На зимних Играх делегация Сербии участвовала начиная с Игр 2010 года в Ванкувере (не участвовали в Играх 2022 года).
На настоящее время спортсмены Сербии завоевали на всех Играх в сумме 22 медали, из них 7 золотых, все медали были завоёваны на летних Играх.
До 2000 года включительно (кроме летних Игр 1992) спортсмены Сербии участвовали на Паралимпиадах в составе сборной Югославии. На летних Играх 1992 спортсмены Сербии участвовали в составе сборной Независимых паралимпийских участников, на летних Играх 2004 — в составе сборной Сербии и Черногории.

## Медальный зачёт

### Медали летних Паралимпийских игр
| Игры                | Золото | Серебро | Бронза | Всего | Место |
| ------------------- | ------ | ------- | ------ | ----- | ----- |
| 2008 Пекин          | 0      | 2       | 0      | 2     | 56    |
| 2012 Лондон         | 2      | 3       | 0      | 5     | 39    |
| 2016 Рио-де-Жанейро | 3      | 2       | 4      | 9     | 31    |
| 2020 Токио          | 2      | 3       | 1      | 6     | 45    |
| Итого               | 7      | 10      | 5      | 22    |       |